# Ariopsis
Ariopsis — род многолетних клубневых травянистых растений семейства Ароидные (Araceae).

## Ботаническое описание
Маленькие травы с периодом покоя.
Клубень более-менее полушаровидный.

### Листья
Листьев обычно один, изредка несколько. Черешок тонкий, с коротким влагалищем. Листовая пластинка округлённая, сердцевидно-овальная или только с выемкой в основании, тонкая, сизая снизу, с очень короткими нижними лопастями. Первичные боковые жилки перистые, отходящие от черешка в виде лучей, соединяются в общую предкраевую жилку; краевая жилкая также имеется; жилки более высокого порядка создают сетчатый узор.

### Соцветия и цветки
Соцветие в числе 1—3 в каждом симпоидальном ветвлении, появляется одновременно или раньше листьев. Цветоножка очень тонкая, намного длиннее покрывала, вертикальная. Покрывало эллипсоидное, лодковидное, загнутое внутрь, несжатое, широкораскрытое, несвёрнутое в основании, опадающее.
Початок короче покрывала; женская зона сросшаяся с покрывалом, очень короткая, с несколькими цветками, отделённая от мужской зоны короткой голой осью, мужская зона репродуктивная до самой вершины, цилиндрически-коническая, относительно толстая, многоцветковая.
Цветки однополые, околоцветник отсутствует. Мужской цветок: синандрий с лепестками; нити сросшиеся, формирующие более узкую и более длинную, чем остальная часть ножку; теки от полушаровидных до эллипсоидных, вскрывающиеся овальной порой; синандрий весь сросшийся на вершине и образующий поверхность с точечными вмятинами с заметными краями, в которые высыпается пыльца из 6(8) окружающих теков (теки в каждой паре из разных синандриев). Пыльца сферическая или полусферическая, маленькая (20 мкм); экзина с шипами. Женский цветок: завязь продолговатая, одногнёздная; семяпочек множество, ортотропные; плацент 4—6, париетальные, располагаются от основания до вершины гнезда; столбик отсутствует; рыльце звездообразное, с 4—6 шнуровидными лепестками, которые сначала вертикальные, затем становятся горизонтальными и сгибаются.

### Плоды
Плоды — четырёх — шестиугольные ягоды, с остатками рылец, многосемянные.
Семена продолговатые, на вершине суженные и тупые; теста толстоватая, продольноребристая; зародыш верхушечный, маленький; эндосперм обильный.

## Распространение
Встречается в Азии: Индия, Бангладеш, Восточные Гималаи, Непал, Мьянма, Таиланд.
Растёт в тропических вечнозелёных лесах; геофит, растущий среди лесной подстилки или в расщелинах скал.

## Классификация

### Виды
В роду два вида:
- Ariopsis peltata Nimmo
- Ariopsis protanthera N.E.Br.